# Ciencia y tecnología en Colombia

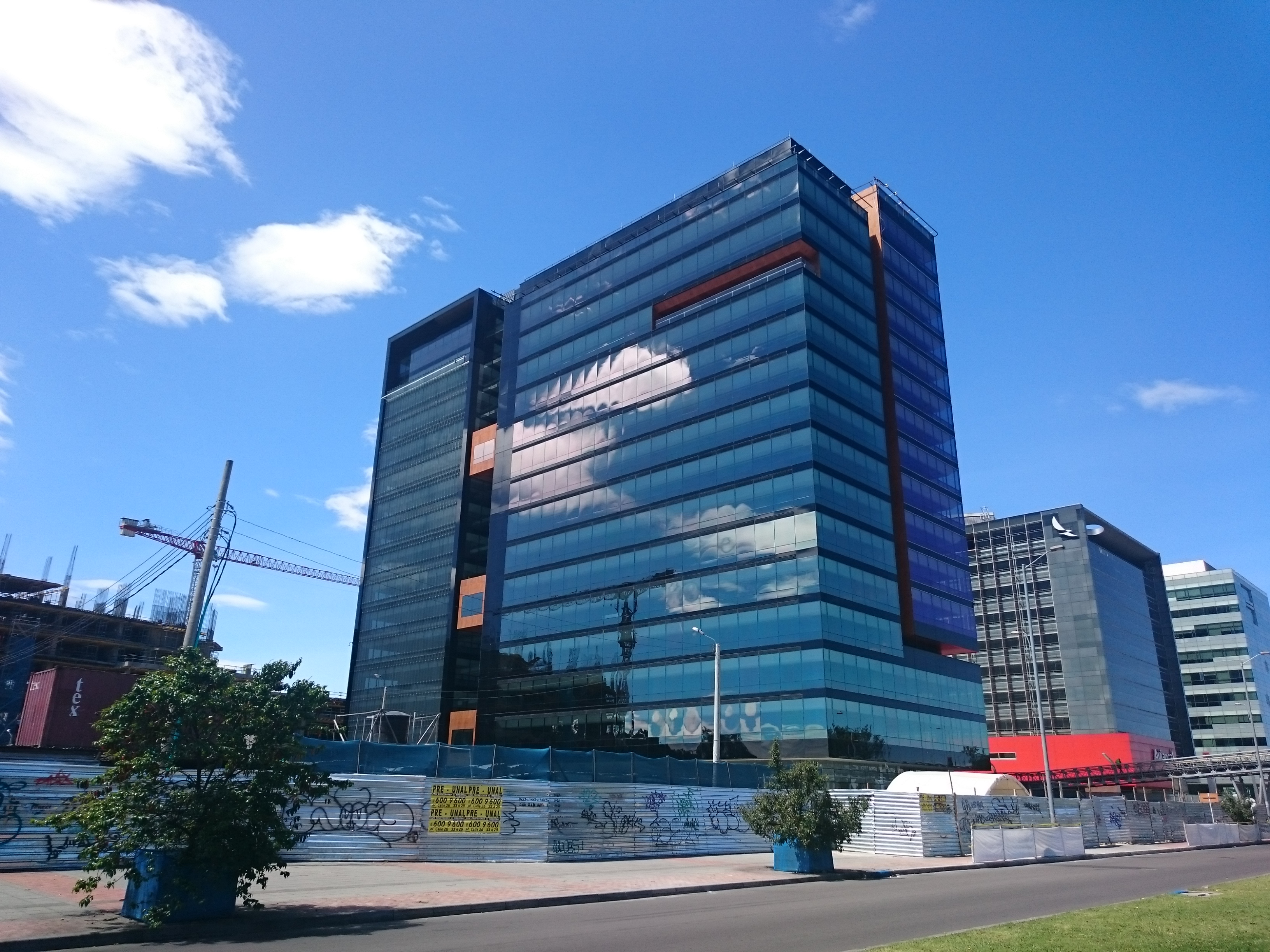
Edificio de Colciencias

La ciencia y tecnología en Colombia es un conjunto de acciones llevadas a cabo por el sector público y privado, orientadas a la investigación, desarrollo e innovación.

## Historia
La innovación tecnológica en Colombia ha sido un proceso progresivo que refleja los cambios económicos, sociales y culturales del país. Desde el siglo XX, la nación ha transitado por diferentes etapas de modernización, impulsadas por políticas estatales, iniciativas privadas y la creciente participación de universidades y centros de investigación.

## Primeras iniciativas (1900–1950)
Durante la primera mitad del siglo XX, la innovación en Colombia estuvo ligada principalmente a la industrialización y al desarrollo de infraestructura básica. El establecimiento de empresas textiles, de energía y transporte marcó un punto de partida. Instituciones como la Universidad Nacional de Colombia comenzaron a fortalecer programas de ingeniería, sentando bases para la formación de profesionales en ciencia y tecnología.

## Expansión industrial y científica (1950–1980)
En esta etapa, el país experimentó una mayor apertura hacia la tecnología extranjera. La creación de Colciencias en 1968 (hoy Ministerio de Ciencia, Tecnología e Innovación) representó un hito en la promoción de investigación y desarrollo (I+D). Además, se consolidaron sectores como la petroquímica y la industria farmacéutica, que demandaron transferencia de conocimiento y talento humano especializado.

## Globalización y transformación digital (1980–2000)[2]
Con la apertura económica de los años 90, la innovación tecnológica en Colombia se vinculó cada vez más a la globalización. Se introdujeron tecnologías de telecomunicaciones, informática y automatización. Durante este período, empresas nacionales comenzaron a competir internacionalmente gracias a la modernización de procesos productivos y logísticos.

## Innovación en el siglo XXI
El inicio del siglo XXI marcó un cambio hacia la economía del conocimiento. Programas estatales como “Vive Digital” y la creación de hubs de innovación en ciudades como Medellín y Bogotá han fomentado el desarrollo de startups, incubadoras y centros de investigación. Sectores como la biotecnología, la fintech, la agrotech y la inteligencia artificial han cobrado relevancia.
Medellín, reconocida en 2013 como la “ciudad más innovadora del mundo” por el Urban Land Institute y el Wall Street Journal, se convirtió en un referente latinoamericano de transformación urbana y tecnológica.

## Retos actuales
Pese a los avances, Colombia enfrenta desafíos relacionados con la brecha digital, la inversión en I+D (aproximadamente 0,3 % del PIB, por debajo del promedio de la OCDE) y la necesidad de fortalecer la colaboración entre universidades, empresas y Estado.
En 1968 se crean el Consejo Nacional de Ciencia y Tecnología y el Fondo Colombiano de Investigaciones Científicas y Proyectos Especiales "Francisco José de Caldas". En 1978 lanzaría el primer Plan Nacional de Integración de CyT para el desarrollo.
En 1991 el Consejo se reorganiza bajo el nombre de Colciencias. A partir de la Ley 1286 de 2009, Colciencias se convierte en Departamento Administrativo, un rango similar al de un Ministerio.
A partir del año 2000, el Consejo Nacional de Política Económica y Social (CONPES) publica una serie de políticas estratégicas en ciencia y tecnología. En el documento CONPES 3080 del año 2000 se propone la regionalización del sistema de CyT, la mejora en la cooperación internacional, la focalización en proyectos estratégicos relacionados con el desarrollo del país, la consolidación de los grupos existentes y la apuesta a la innovación mediante diversos mecanismos como la inversión de capital de riesgo y los incentivos fiscales. En 2015 se lanzan el documento CONPES 3834 referido a incentivos fiscales para la innovación y el 3835 que dispone el aumento de créditos y becas para que investigadores colombianos se formen en el exterior.
En 2016 Colciencias lanza la "Política para mejorar la calidad de las publicaciones científicas nacionales" que establece lineamientos para aumentar la participación de investigadores colombianos en publicaciones en revistas indexadas y para aumentar el impacto de las revistas científicas colombianas.

### Energía nuclear
En 2021, Colombia firmó un tratado con Estados Unidos para el desarrollo de energía nuclear con fines pacíficos en el marco del programa Átomos para la Paz. En 1960 Colombia es admitida en el Organismo Internacional de Energía Atómica.
Colombia es uno de los pocos países latinoamericanos en tener un reactor nuclear en operación, el IAN-R1, fabricado en Estados Unidos, su función es la producción de neutrones con fines de investigación, cada año irradia y analiza 4.400 muestras.

### Medicina
En el ámbito de la inmunología destaca el médico colombiano Manuel Elkin Patarroyo Murillo (Fundación Instituto de Inmunología de Colombia), que desarrolló una vacuna sintética (descontinuada/inactiva) contra la malaria
En neurociencias destaca la labor de Rodolfo Llinás, quien hizo grandes aportes en el entendimiento de las neuronas, el cerebelo y la actividad cerebral.
En lo que respecta a la ingeniería biomédica sobresale el Dr. Salomón Hakim, inventor (junto con su hijo Carlos Hakim) de la válvula que lleva su nombre y sirve para aliviar la hidrocefalia. También nos encontramos con el ingeniero Jorge Reynolds Pombo quien creó el primer marcapasos en Colombia, en lo que fue un gran aporte a la medicina en el ámbito de la cardiología.
Cesar Uribe médico, investigador, arqueólogo, escritor, acuarelista, dibujante y grabador dirigió el Instituto Nacional de Higiene y fue rector de la Universidad del Cauca. Fue miembro fundador de la Academia Nacional de Ciencias y del Herbario Nacional.

### Innovación y emprendimiento
Según el Índice mundial de innovación, a cargo de la Organización Mundial de la Propiedad Intelectual, en 2024, Colombia se ubicó en lugar 61 en innovación entre 133 países del mundo; mientras que en 2023 ocupó el lugar 66 y el lugar 63 en 2022.